# Dorothy Green (actrice)
Pour les articles homonymes, voir Dorothy, Green et Dorothy Green.

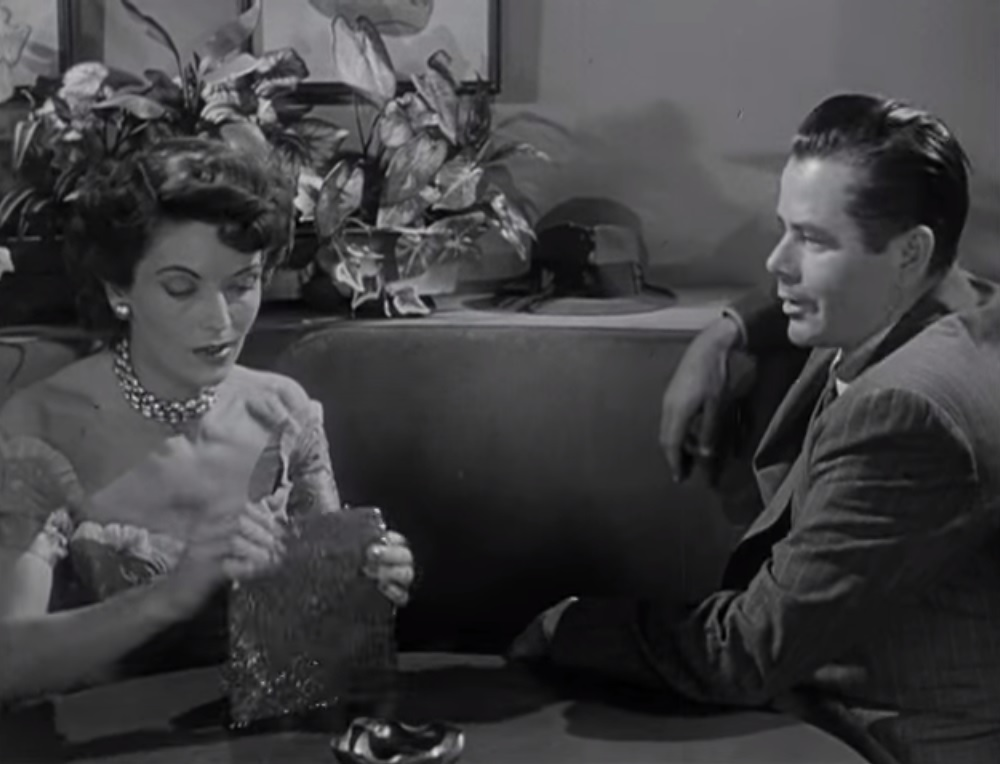
Avec Glenn Ford, dans Règlement de comptes (1953)

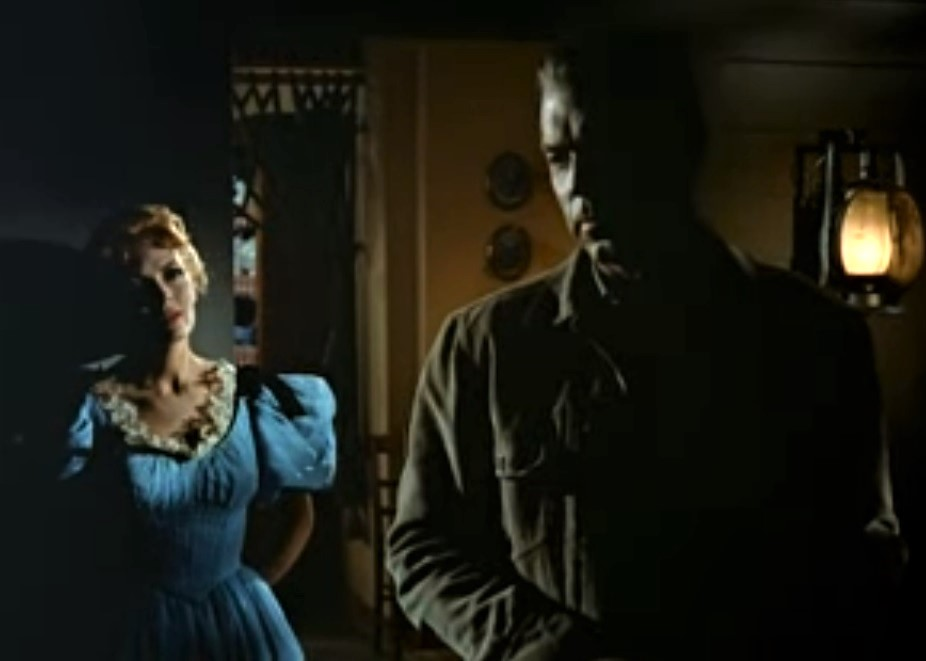
Avec Fred MacMurray, dans Le Salaire de la haine (1959)

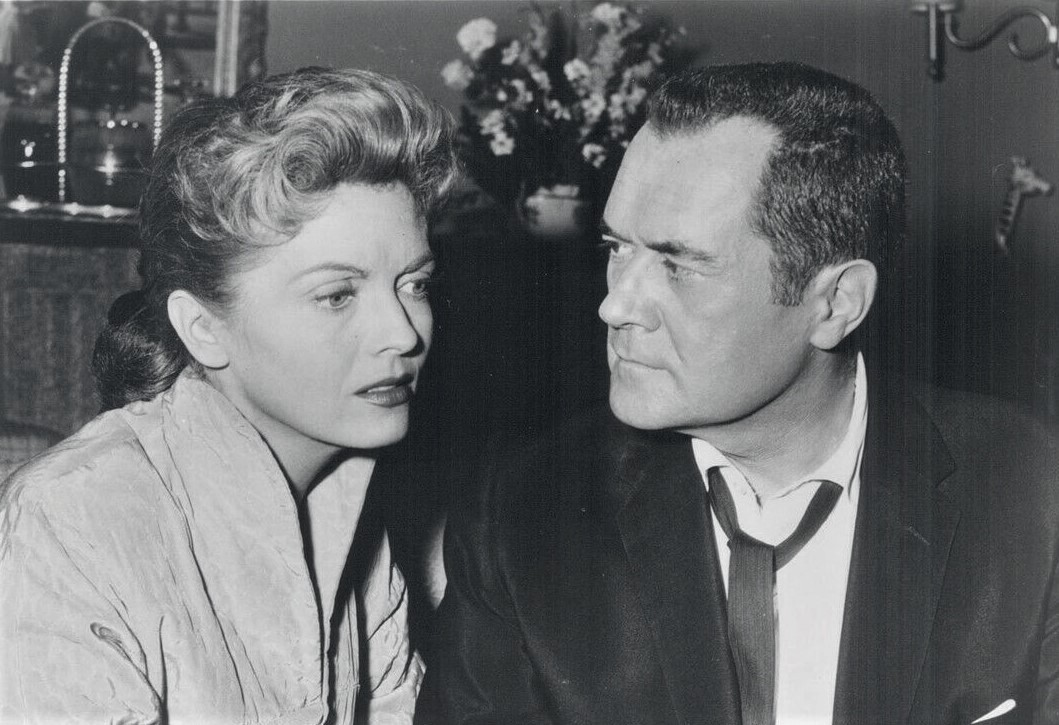
Avec Frank Lovejoy, dans la série The David Niven Show, épisode Backtrack (1959)

Dorothy Jeanette Hufford, née le 12 janvier 1920 à San Francisco (Californie), ville où elle est morte le 8 mai 2008, est une actrice américaine, connue comme Dorothy Green (du nom de son 2e mari).

## Biographie
Au cinéma, Dorothy Green contribue à dix-huit films américains, le premier étant Règlement de comptes de Fritz Lang (1953, avec Glenn Ford et Gloria Grahame) ; le dernier sort en 1974. Entretemps, mentionnons Pour elle un seul homme de Michael Curtiz (1957, avec Ann Blyth et Paul Newman), le western Le Salaire de la haine de Paul Wendkos (1959, avec Fred MacMurray et Alan Baxter), ainsi que Les dingues sont lâchés de Norman Taurog (1963, avec Troy Donahue et Connie Stevens).
À la télévision américaine, outre trois téléfilms, elle apparaît dans cent-une séries (notamment de western) entre 1953 et 1997, dont Schlitz Playhouse of Stars (quatre épisodes, 1954-1956), Bonanza (trois épisodes, 1959-1965) et Les Feux de l'amour (neuf épisodes, 1973-1977).
Dorothy Green meurt en 2008, à 88 ans.

## Filmographie partielle

### Cinéma
- 1953 : Règlement de comptes (The Big Heat) de Fritz Lang : Lucy Chapman
- 1953 : Éternels Ennemis (Bad for Each Other) d'Irving Rapper : Ada Nicoletti
- 1954 : Des monstres attaquent la ville (Them!) de Gordon Douglas : une infirmière
- 1955 : Le Procès ou Mon fils est innocent (Trial) de Mark Robson : Mary Ackerman
- 1957 : Pour elle un seul homme (The Helen Morgan Story) de Michael Curtiz : Mme Wade
- 1959 : Le Salaire de la haine (Face of a Fugitive) de Paul Wendkos : Ellen Bailey
- 1961 : L'étau se resserre (Man-Trap) d'Edmond O'Brien : Vera Snavely
- 1963 : Les dingues sont lâchés (Palm Springs Weekend) de Norman Taurog : Cora Dixon
- 1963 : Ma femme est sans critique (Critic's Choice) de Don Weis : Margaret Champlain
- 1963 : Blondes, Brunes et Rousses (It Happened at the Worl's Fair) de Norman Taurog : Mlle Ettinger
- 1970 : Trois Réservistes en java ( Suppose They Gave a War and Nobody Came) de Hy Averback

### Télévision

#### Séries
- 1953-1956 : Four Star Playhouse
  - Saison 1, épisode 12 Man in the Box (1953) de Robert Florey : la première femme
  - Saison 2, épisode 18 A String of Beads (1954 : Laura) de William Cameron Menzies et épisode 21 The Gun (1954 : Stella Hodges) de Frank McDonald
  - Saison 4, épisode 38 Distinguished Service (1956) de Roy Kellino : Ellen
- 1954-1956 : Schlitz Playhouse of Stars
  - Saison 4, épisode 9 No Rescue (1954) de Jus Addiss et épisode 27 Visitor in the Night (1955 : Constance Grant) de Jus Addiss
  - Saison 5, épisode 26 The Waiting House (1956) de Jus Addiss : Liz
  - Saison 6, épisode 7 The Night They Won the Oscar (1956) : Monica Levering
- 1955 : TV Reader's Digest
  - Saison 1, épisode 15 The Great Armored Car Robbery : Nora Martin
  - Saison 2, épisode 10 When the Wise Men Appeared de Christian Nyby : Alice Turner
- 1955-1958 : Studio 57
  - Saison 1, épisode 21 Hazel Craine (1955 : Kay Eveson) de Richard Irving et épisode 29 Rescue (1955 : Désirée Blanc) de Richard Irving
  - Saison 4, épisode 15 The Terrible Discovery (1958) de Jus Addiss
- 1958 : Studio One, saison 10, épisode 14 The Brotherhood of the Bell : Vivian Waterson
- 1958 : Mike Hammer (Mickey Spillane's Mike Hammer), saison 2, épisode 30 Stay Upon Delivery : Doris Greene
- 1958 : Sugarfoot, saison 1, épisode 17 Price of His Head de Richard L. Bare : Belle Young
- 1958 : Suspicion, saison unique, épisode 37 Œil pour œil (Eye for Eye) : Carolyn Forbes
- 1958-1962 : Perry Mason
  - Saison 1, épisode 23 The Case of the One-Eyed Witness (1958) de Christian Nyby : Diana Maynard
  - Saison 4, épisode 24 The Case of the Violent Vest (1961) de Lewis Allen : Ida Albright
  - Saison 5, épisode 16 The Case of the Shapely Shadow (1962) de Christian Nyby : Carlotta Thellman
- 1959 : The David Niven Show (en), saison unique, épisode 3 Backtrack (Anne Nelson) de Lewis Allen et épisode 12 The Vengeance (Ruth Johnson) de Don McDougall
- 1959-1962 : La Grande Caravane (Wagon Train)
  - Saison 2, épisode 20 The Old Man Charvanaugh Story (1959) de Virgil W. Vogel : Helen Lerner
  - Saison 3, épisode 18 The Clayton Tucker Story (1960) de Virgil W. Vogel : Sabrina Tucker
  - Saison 5, épisode 23 The Charley Shutup Story (1962) de Virgil W. Vogel : Ethel Muskie
- 1959-1965 : Bonanza
  - Saison 1, épisode 5 Mark Twain (Enter Mark Twain, 1959) de Paul Landres : Minnie Billington
  - Saison 4, épisode 6 Sur la piste de San Francisco (The Way Station, 1962) de Lewis Allen : Lucy Fisher
  - Saison 6, épisode 30 Comme un cougar (Lothario Larkin, 1965) de William Witney : Laura
- 1960 : Le Renard des marais (The Swamp Fox), saison 1, épisode 3 La Vengeance des Tory (Tory Vengeance), épisode 4 Règlement de comptes (Day of Reckoning) et épisode 5 La Stratégie des tuniques rouges (Redcoat Strategy) de Louis King : Mme Townes
- 1960 : Thriller, saison 1, épisode 5 Le Dernier Été (Rose's Last Summer) d'Arthur Hiller : Ethel Goodfield
- 1960-1962 : Rawhide
  - Saison 2, épisode 23 Astronome (Incident of the Stargazer, 1960) d'Harmon Jones : Marissa Turner
  - Saison 3, épisode 15 L'Indien Ogalla (Incident of the Fish Out of Water, 1961) de Ted Post : Eleanor Bradley
  - Saison 4, épisode 17 Les Filles du patron (Incident of the Boss's Daughters, 1962) de Sobey Martin : Eleanor Bradley
- 1960-1964 : Gunsmoke ou Police des plaines (Gunsmoke ou Marshal Dillon)
  - Saison 6, épisode 4 Say Uncle (1960) d'Andrew V. McLaglen : Nancy
  - Saison 7, épisode 16 Lacey (1962) : Ellen
  - Saison 9, épisode 26 Caleb (1964) : Julie
- 1961 : 77 Sunset Strip
  - Saison 3, épisode 4 The Eyes of Love de Robert Douglas : Amanda Strong
  - Saison 4, épisode 2 The Desert Spa Caper de Robert Douglas : Margaret Orsini
- 1961 : Cheyenne, saison 6, épisode 7 Storm Center de Robert Sparr : Lily Mae Nelson
- 1961 : Laramie, saison 3, épisode 13 The Lawless Seven de Lesley Selander : Marian Hawks
- 1961-1962 : Échec et Mat (Checkmate)
  - Saison 1, épisode 23 The Gift (1961) : Diana Micolas
  - Saison 2, épisode 28 Referendum on Murder (1962) de Lewis Allen : Mildred Cowl
- 1965 : Au-delà du réel (The Outer Limits), saison 2, épisode 16 Prémonition (The Premonition) de Gerd Oswald : l'infirmière
- 1965-1966 : Le Virginien (The Virginian)
  - Saison 3, épisode 27 Farewell to Honesty (1965) : Laura Forrester
  - Saison 5, épisode 14 Girl on the Glass Mountain (1966) de Don McDougall : Mme Maguire
- 1966 : Les Monstres (The Munsters), saison 2, épisode 31 L'Accident (Herman's Lawsuit) d'Ezra Stone : Marge Kingsley
- 1967 : Sur la piste du crime (The FBI), saison 2, épisode 27 The Satellite de Jesse Hibbs : Margaret Enfield
- 1967 : Mannix, saison 1, épisode 14 Un verre de trop (Then the Drink Takes the Man) de László Benedek : Laura Durand
- 1968 : Daniel Boone, saison 4, épisode 18 The Flaming Rocks de Nathan Juran : Evelyn
- 1969-1970 : L'Homme de fer (Ironside)
  - Saison 3, épisode 11 Haute Altitude (Five Miles High, 1969) de Don Weis : Irène Wilson
  - Saison 4, épisode 5 L'Homme pressé (Noel's Gonna Fly, 1970) de Don Weis : Dorothy Seymour
- 1969-1972 : Docteur Marcus Welby (Marcus Welby, M.D.)
  - Saison 1, épisode 3 Don't Ignore the Miracles (1969) de Leo Penn : Louise Janis
  - Saison 3, épisode 8 Ask Me Again Tomorrow (1971 : Ruthie) de David Lowell Rich et épisode 18 All the Pretty People (1972 : Charlotte) de Bruce Kessler
- 1971 : Hawaï police d'État (Hawaii Five-0), saison 3, épisode 17 Tuer ou mourir (To Kill or Be Killed) de Paul Stanley : Nancy Rigney
- 1971 : Auto-patrouille (Adam-12), saison 3, épisode 25 Log 88 – Reason to Run de Christian Nyby : Mme Warner
- 1973 : L'Homme qui valait trois milliards (The Six Million Dollar Man), 1er épisode-pilote La Lune et le Désert (The Moon and the Desert) de Richard Irving : Mme McKay
- 1973-1977 : Les Feux de l'amour (The Young and the Retless), saisons 1 à 10, 9 épisodes : Jennifer Brooks
- 1977 : La croisière s'amuse (The Love Boat), saison 1, épisode 12 Tel est pris qui croyait prendre (The Old Man and the Runaway/The Painters/A Fine Romance) de Stuart Margolin et James Sheldon : Mlle Westlake

#### Téléfilms
- 1959 : Moochie of the Little League de William Beaudine (diffusé en deux épisodes dans le cadre de l'émission Le Monde merveilleux de Disney) : Charlotte
- 1969 : Anatomy of a Crime de John Peyser et Alexander Singer : Margaret Harrington